# Blå porten
För andra betydelser, se Blå porten (olika betydelser).

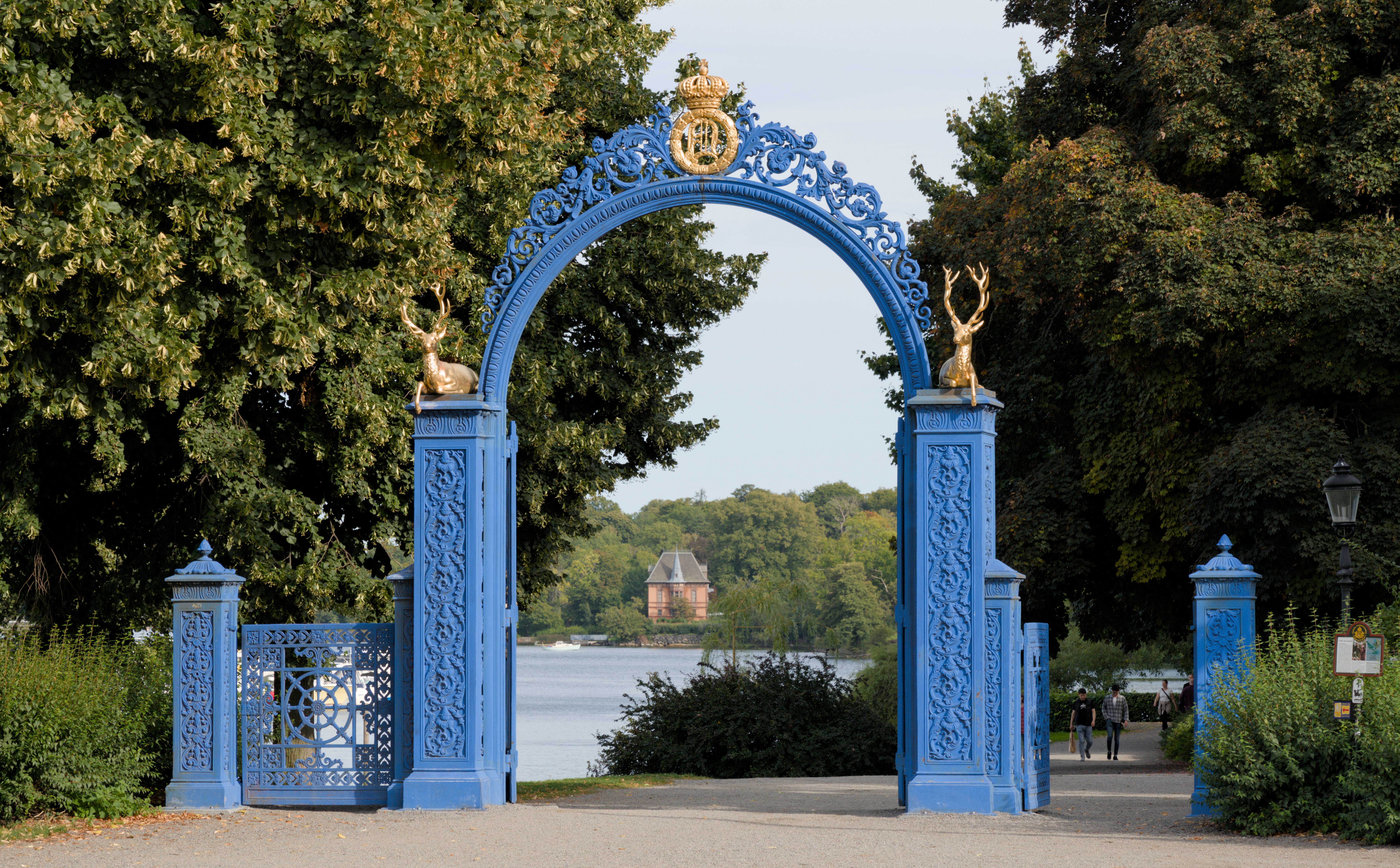
Blå Porten med byggnad Sirishov i bakgrunden, 2023.

Blå porten, Djurgårdsporten eller Lusthusporten, är idag den enda bevarade portalkonstruktionen till Djurgården i Stockholm. Blå porten ligger vid Djurgårdsvägen, strax söder om Djurgårdsbron. Portalen är utförd i gjutjärn med Oscar I:s krönta namnchiffer flankerat av två kronhjortar. Den ritades av arkitekten Johan Adolf Hawerman och uppsattes 1849. År 1965 blev den ett statligt byggnadsminne.

## Historik

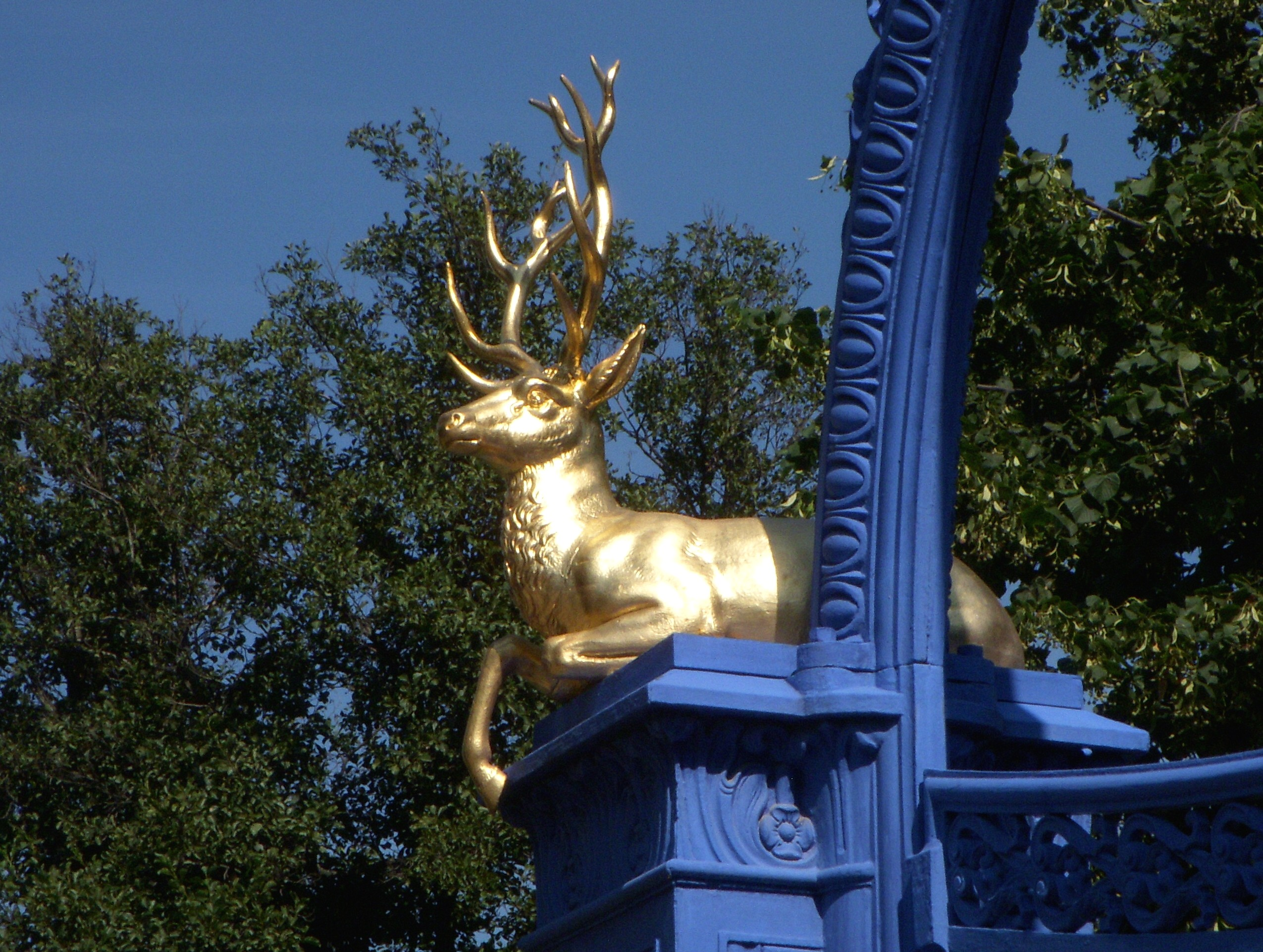
Detalj.

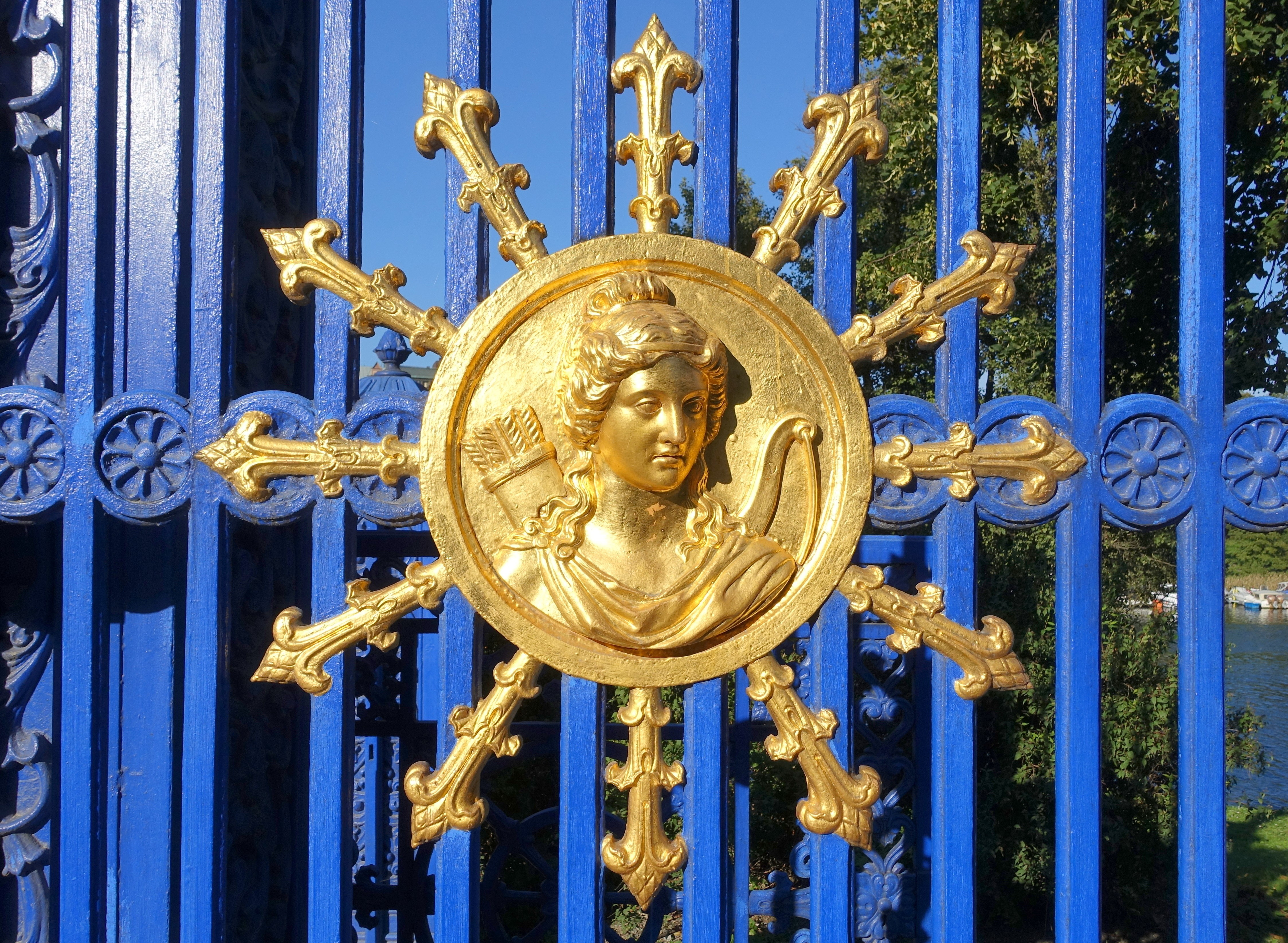
Detalj.

Blå porten låg ursprungligen knappt 300 meter söder om nuvarande plats. Porten var en trägrind som stängde "Wägen till Stora Slätten" (dagens Djurgårdsvägen) och en av entréerna i stängslet som sedan 1600-talets slut omgav Djurgårdsgärdet med de kungliga jaktmarker. Intill porten låg även en grindstuga.
Grinden kallades till en början Lusthusporten efter ett av Drottning Kristinas intilliggande lusthus varifrån man på 1600-talet kunde skåda arrangerade djurhetsningar mellan lejon och oxar. Träporten blev med tiden hård sliten och ersattes därför på kung Oscar I:s bekostnad av en ny, mera beständig port i gjutjärn.
Gjutjärnsgrinden göts på Brevens Bruk och uppsattes på Djurgården den 23 november 1848. Grinden kom under sjuttio år att göra två utflykter. År 1882 flyttades den rakt över Djurgårdsbrunnsviken till nuvarande Nobelparken där den namngav två villor; Villa Stora Blå porten och Villa Lilla Blå Porten, den senare kallas idag Törnerska villan och är belägen strax öster om Berwaldhallen.
År 1916 flyttades gjutjärnsporten vidare till Frescati och entrén till Experimentalfältet. Återflyttningen till nuvarande och nära ursprunglig plats skedde 1967–1968 efter initiativ av kung Gustaf VI Adolf. Då renoverades den och målades i mörkblå kulör med förgyllda skulpturer. Numera är Blå porten målad i klarblå kulör med förgyllda detaljer och renoverades senast år 2009.

## Historiska bilder

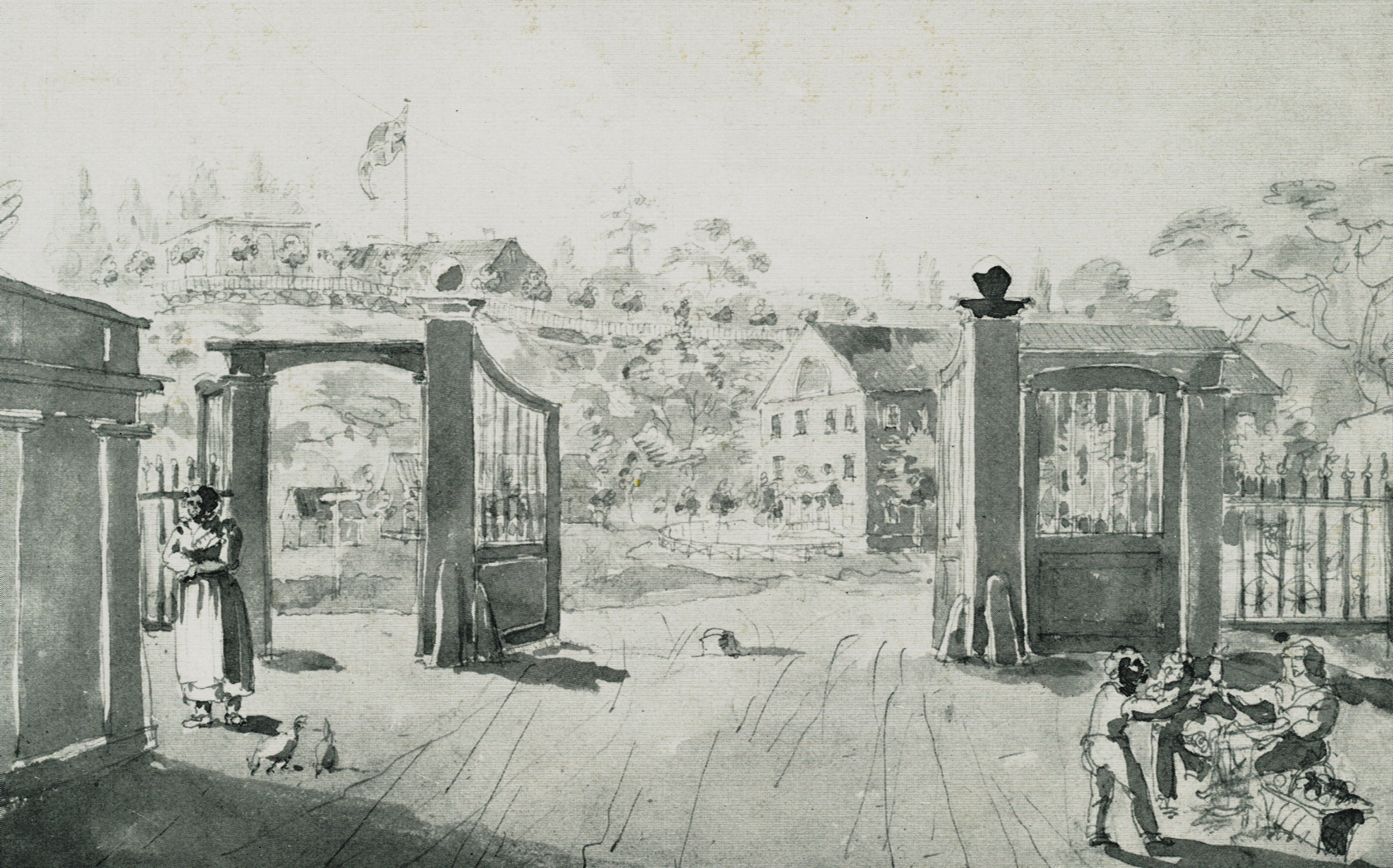
Lusthusporten 1820.
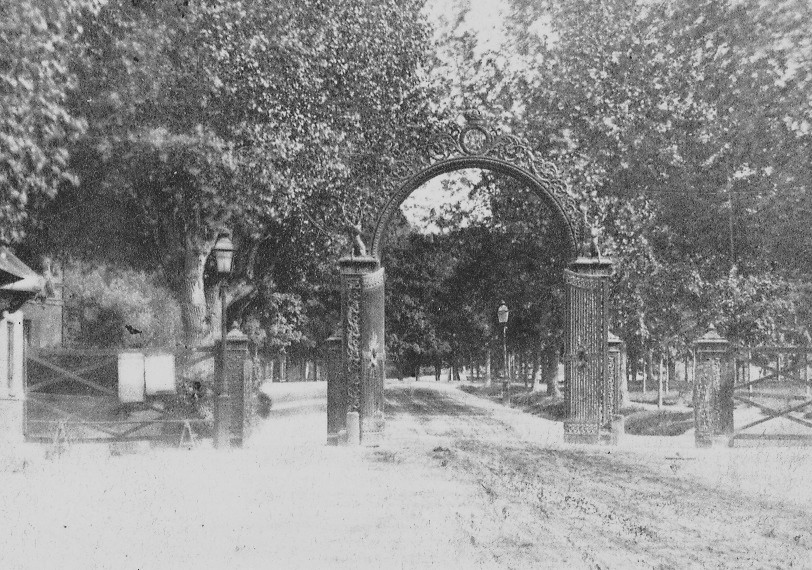
Blå porten 1860.
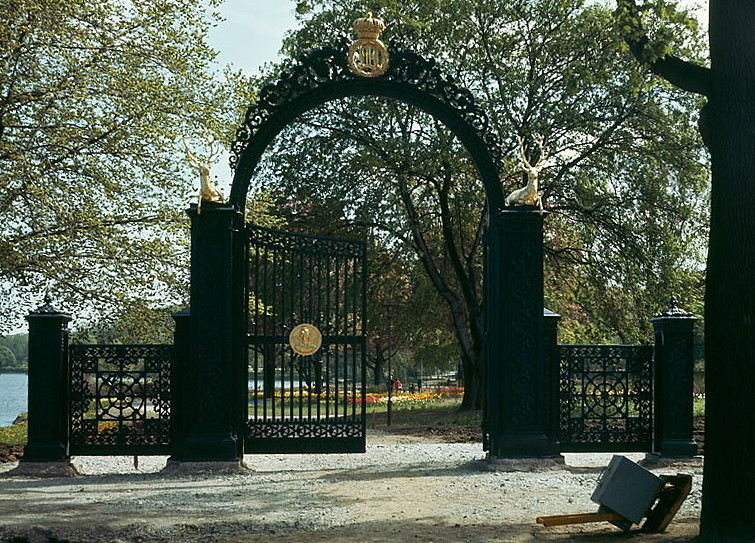
Blå porten efter renoveringen 1967.
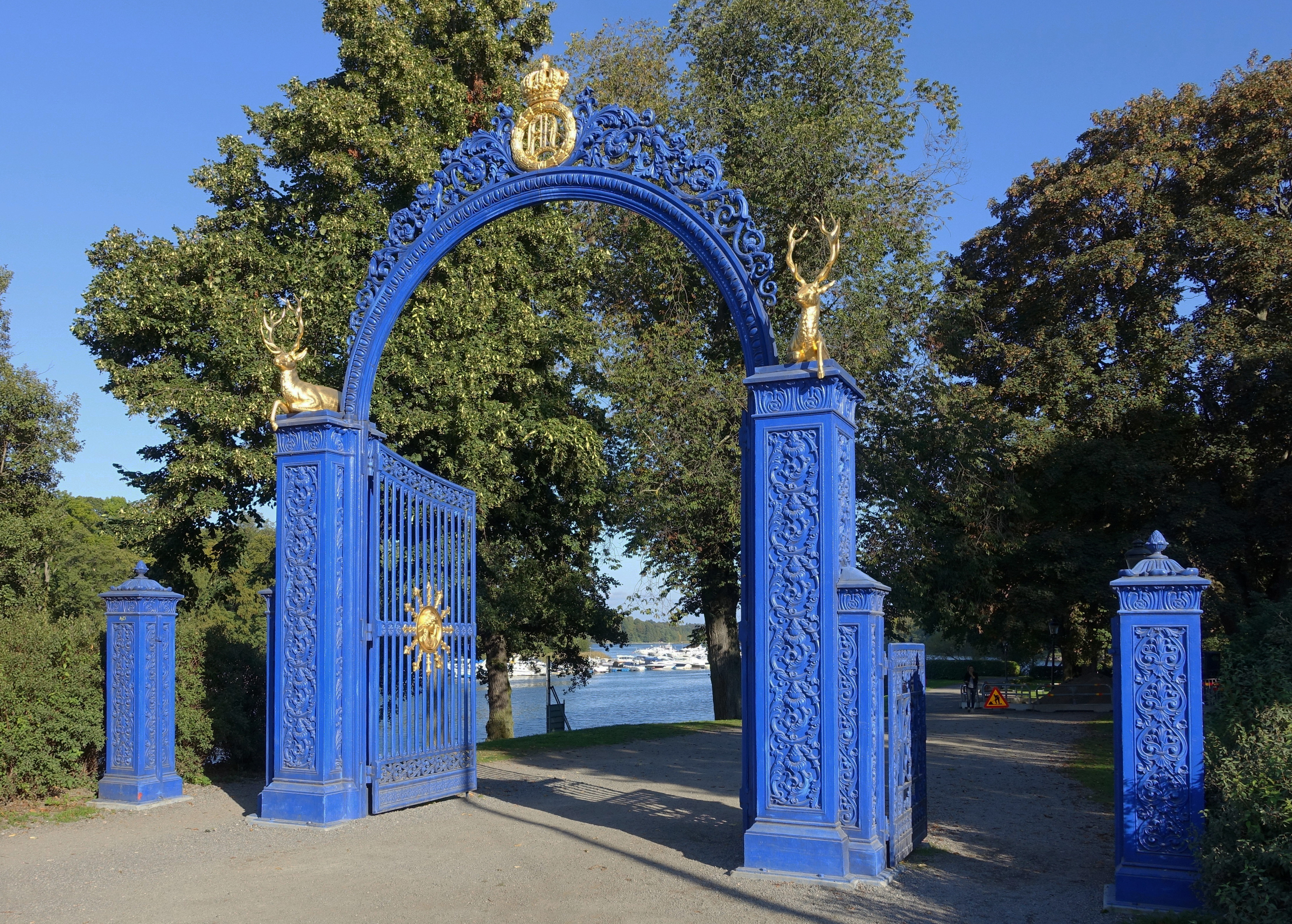
Blå porten efter renoveringen 2009.

## Värdshus och restaurang
Blå porten var även namnet på Värdshuset Blå porten som låg strax nordväst om grinden Blå porten. 1889 brann hela anläggningen ner och på platsen uppfördes sedan Villa Lusthusporten även känt som Wicanderska villan.
År 1916 återupptogs det gamla värdshusnamnet då nyuppförda Liljevalchs konsthall på Djurgårdsvägen inrättade en del av byggnaden som Restaurangen Blå porten, vilken ännu är i drift.